# Адамс, Томас Бойлстон (судья)
Томас Бойлстон Адамс (англ. Thomas Boylston Adams; 15 сентября 1772, Брейнтри, Массачусетс — 12 марта 1832, Куинси, Массачусетс) — американский политик, адвокат, третий сын Джона Адамса, 2-го президента США и его жены Эбигейл Адамс и младший брат 6-го президента США Джона Куинси Адамса.

## Биография

### Происхождение и образование
Томас Бойлстон Адамс родился 15 сентября 1772 года в Брейнтри в семье будущего президента США Джона Адамса и его жены Эбигейл Адамс. Он был четвёртым ребенком в семье, у него были старшие сестра и братья: Эбигейл (Нэбби) (1765—1813), Джон Куинси (1767—1848) и Чарльз (1770—1800). Томас был назван в честь своего прапрадеда по отцовской линии — Томаса Бойлстона.
Как и его братья и сестра, Томас получил хорошее образование, и его родители надеялись, что он и его два старших брата поступят в Гарвардский университет.
Томас был принят на первый курс Гарвардского университета осенью 1786 года, который окончил в 1790 году.

### Карьера
Томас Бойлстон Адамс сопровождал в качестве секретаря посольства своего брата Джона Куинси Адамса в Нидерланды и Пруссию. Упоминается, что он приобрёл за границей большой опыт, а также написал об этом книгу «Берлин и прусский двор в 1798 году: Журнал Томаса Бойлстона Адамса, секретаря посольства США в Берлине».
Вернувшись в США, он стал представителем своего города в законодательном органе штата Массачусетс, в котором работал с 1805 по 1806 год
в Куинси, Массачусетс, и Адамс был представителем своего города в Законодательный орган штата Массачусетс с 1805 по 1806 год. Четыре года спустя Томас Бойлстон Адамс был избран членом Американской академии искусств и наук в 1810 году.
В 1811 году он был назначен главным судьей Окружного суда по общим делам Южного округа Массачусетса, но помимо этого занимал несколько должностей.

### Смерть
Умер 12 марта 1832 года в возрасте 59 лет в Куинси, Массачусетс.

## Личная жизнь
В 1805 году Томас Бойлстон Адамс женился на Энн Хэррод (1774—1845) из Хаверхилла, в браке у них родилось семеро детей — Эбигейл Смит (1806—1845), Элизабет Кумбс (1809—1903), Томас Бойлстон (1809—1837), Фрэнсис Фостер (1811—1812), Айзек Халл (1813—1900), Джон Куинси (1815—1854) и Джозеф Хэррод (1817—1853).

## В популярной культуре
Томас ненадолго появляется в вышедшем в 1976 году на PBS мини-сериале «Хроники Адамсов», который охватывает пять поколений семьи Адамс. Его роль играют Том Тэмми и Ричард Мэтьюз.
В мини-сериале «Джон Адамс» от HBO 2008 года Томас играет более заметную роль. В детстве его изображают Картер Годвин и Томас Лэнгстон, а во взрослом возрасте — Сэмюэл Барнетт. В сериале Томас изображён дружелюбным и послушным сыном, который заслужил одобрение отца в качестве секретаря Джона Куинси и заботится о своих родителях в их преклонном возрасте.